# 1922–1923-as svájci labdarúgó-bajnokság (első osztály)
Az 1922–1923-as Swiss Serie A volt a 26. alkalommal megrendezett, legmagasabb szintű labdarúgó-bajnokság Svájcban.
A címvédő a Servette volt. A szezonban nem hirdettek bajnokot.

## A szezon végeredménye
A Középső Csoport küzdelmeit a Young Boys nyerte meg, azonban számos törölt mérkőzés után az FC Bern pontszámban utolérte a területi bajnokot, így rájátszást írtak ki az első helyért. A Young Boys vitatta a meghozott ítéleteket, és nem állt ki a döntőre, így a területi csoportot az FC Bern képviselte, majd megnyerte a hármas döntőt is. Mivel 1923 szeptemberében a szövetség felülbírálta korábbi döntését, miszerint az FC Basel–FC Bern-találkozó 0–4-es eredményét mégis törli, és 3–0-s arányban a hazai csapatnak adja, nem maradt idő arra, hogy a Young Boys megmérkőzzön a másik két finalistával, így nem hirdettek bajnokot.

## Keleti csoport
| Hely. | Csapat               | M  | Gy | D | V  | G+ | G– | Gk  | P  | Továbbjutás vagy kiesés |
| ----- | -------------------- | -- | -- | - | -- | -- | -- | --- | -- | ----------------------- |
| 1.    | Young Fellows Zürich | 14 | 10 | 3 | 1  | 40 | 12 | +28 | 23 | Továbbjutó              |
| 2.    | Zürich               | 14 | 8  | 2 | 4  | 27 | 24 | +3  | 18 |                         |
| 3.    | Winterthur           | 14 | 7  | 3 | 4  | 28 | 20 | +8  | 17 |                         |
| 4.    | Brühl                | 14 | 6  | 3 | 5  | 24 | 26 | −2  | 15 |                         |
| 5.    | Blue Stars Zürich    | 14 | 5  | 3 | 6  | 38 | 32 | +6  | 13 |                         |
| 6.    | Grasshoppers         | 14 | 6  | 1 | 7  | 22 | 26 | −4  | 13 |                         |
| 7.    | St. Gallen           | 14 | 3  | 1 | 10 | 23 | 33 | −10 | 7  |                         |
| 8.    | Lugano               | 14 | 2  | 2 | 10 | 17 | 46 | −29 | 6  |                         |

## Központi csoport
| Hely. | Csapat          | M  | Gy | D | V  | G+ | G– | Gk  | P  | Továbbjutás vagy kiesés |
| ----- | --------------- | -- | -- | - | -- | -- | -- | --- | -- | ----------------------- |
| 1.    | Young Boys      | 14 | 10 | 2 | 2  | 36 | 10 | +26 | 22 |                         |
| 2.    | Bern            | 14 | 11 | 0 | 3  | 35 | 13 | +22 | 22 | Továbbjutó              |
| 3.    | Old Boys        | 14 | 5  | 6 | 3  | 24 | 18 | +6  | 16 |                         |
| 4.    | Basel           | 14 | 6  | 3 | 5  | 17 | 22 | −5  | 15 |                         |
| 5.    | Nordstern Basel | 14 | 5  | 4 | 5  | 18 | 18 | 0   | 14 |                         |
| 6.    | Aarau           | 14 | 3  | 2 | 9  | 14 | 24 | −10 | 8  |                         |
| 7.    | Luzern          | 14 | 3  | 2 | 9  | 12 | 35 | −23 | 8  |                         |
| 8.    | Biel            | 14 | 3  | 1 | 10 | 11 | 27 | −16 | 7  |                         |

## Nyugati csoport
| Hely. | Csapat                   | M  | Gy | D | V  | G+ | G– | Gk  | P  | Továbbjutás vagy kiesés |
| ----- | ------------------------ | -- | -- | - | -- | -- | -- | --- | -- | ----------------------- |
| 1.    | Servette                 | 14 | 11 | 2 | 1  | 41 | 4  | +37 | 24 | Továbbjutó              |
| 2.    | Lausanne Sports          | 14 | 8  | 4 | 2  | 28 | 15 | +13 | 20 |                         |
| 3.    | Etoile La Chaux-de-Fonds | 14 | 7  | 3 | 4  | 25 | 18 | +7  | 17 |                         |
| 4.    | La Chaux-de-Fonds        | 14 | 7  | 2 | 5  | 21 | 14 | +7  | 16 |                         |
| 5.    | Cantonal Neuchâtel       | 14 | 5  | 1 | 8  | 11 | 35 | −24 | 11 |                         |
| 6.    | Urania Genève Sport      | 14 | 3  | 4 | 7  | 15 | 20 | −5  | 10 |                         |
| 7.    | Montreux Sports          | 14 | 3  | 2 | 9  | 11 | 30 | −19 | 8  |                         |
| 8.    | Fribourg                 | 14 | 2  | 2 | 10 | 14 | 30 | −16 | 6  |                         |

## Döntő
| Hely. | Csapat               | M | Gy | D | V | G+ | G– | Gk | P |
| ----- | -------------------- | - | -- | - | - | -- | -- | -- | - |
| 1.    | Bern                 | 2 | 1  | 1 | 0 | 2  | 1  | +1 | 3 |
| 2.    | Young Fellows Zürich | 2 | 1  | 0 | 1 | 2  | 2  | 0  | 2 |
| 3.    | Servette             | 2 | 0  | 1 | 1 | 2  | 3  | −1 | 1 |